# Zet (Manetho)
Die Bezeichnung Zet (griechisch ζητεΐται, ζητέω, gesucht, rätselhaft, gefordert) stellt wahrscheinlich eine Abkürzung dar, die Manetho (Africanus) in seiner Aegyptiaca für die unübersichtliche Abfolge der letzten Pharaonen aus der 23. Dynastie (3. Zwischenzeit) verwendete.

## Hintergrund
Bereits Flinders Petrie vermutete im Begriff Zet eine Abkürzung für die Aussage „(Pharaonen) gesucht für 31 beziehungsweise 34 Jahre“. Der Ausdruck „Zet“ wurde zudem mit pompejianischen Mauerinschriften in Verbindung mit dem Begriff „Zetema“ entdeckt, was übersetzt „ein Rätsel folgt“ bedeutet.
Als Vorgänger werden von Manetho die Pharaonen „Petubates, Osorcho/Osorthon und Psammus“ als tanitische 23. Dynastie genannt. Africanus setzt für Petubastes 40, für Osorcho acht und für Psammus zehn Regierungsjahre an. In den Fassungen von Eusebius werden dagegen für Petubastes nur 25 Regierungsjahre genannt. Die Gesamtregierungslänge der ersten drei Pharaonen schwankt daher zwischen 43 und 59 Jahren.
Aus den weiteren Bemerkungen Manethos geht hervor, dass die in Frage kommenden Pharaonen erst frühestens 22 Jahre nach der ersten Olympiade (776–772 v. Chr.) ab etwa 750 v. Chr. regiert haben können. „Psammus“ wäre mit der von Manetho aufgeführten neun- oder zehnjährigen Regierungszeit damit frühestens für 760 v. Chr. anzusetzen, sofern es sich bei „Petubates“ nicht um eine Verwechselung mit Petubastis I. handelt.
Jürgen von Beckerath vermutet, dass „Osorchon“ mit Osorkon IV. gleichzusetzen wäre, da Osorchon den Beinamen „Herakles“ führte. Die Regierungszeit von Osorkon IV. wird für den Zeitraum von etwa 732/30 bis 722 v. Chr. angesetzt, was jedoch im Widerspruch zu den restlichen 31 oder 34 Jahren gemäß manethonischer Rechnung steht (Africanus), da die 23. Dynastie in dieser Variante erst um 682 v. Chr. endet. Unter Verwendung der manethonischen Eusebius-Fassungen schließt die 23. Dynastie allerdings ohne die „Zet-Lücke“ bereits um 716 v. Chr. Für „Petubates“ würde sich dann einerseits die Gleichsetzung mit Petubastis II. ergeben; andererseits folgt daraus, dass Manetho Petubastis II. mit Petubastis I. verwechselte.
Daneben werden bei einer Gleichsetzung von „Petubates“ mit Petubastis I. als „fehlende Pharaonen“ unter anderem Takelot III., Rudamun, Auput II. und Scheschonq VI. vermutet. Die 24. Dynastie schließt sich in den manethonischen Fassungen mit nur einem König namens Bakenrenef aus Sais an, dessen Regierungsdauer etwa von 719/717 bis 714/712 v. Chr. angesetzt wird. Im Rückschluss ergibt sich nach manethonischer Rechnung für die 23. Dynastie mit „Petubates“ ein Beginn zwischen 818 und 777 v. Chr.